# 大久保駐屯地
大久保駐屯地（おおくぼちゅうとんち、JGSDF Camp Okubo）は、京都府宇治市広野町風呂垣外1-1に所在し、第4施設団等が駐屯する陸上自衛隊の駐屯地である。

## 概要
駐屯地司令は、第4施設団長が兼務する。1957年（昭和32年）2月に開設され、1961年（昭和36年）8月の第4施設団の新編以来施設科部隊主体の駐屯地となっている。
最寄の演習場は、長池演習場で大久保駐屯地業務隊が管理する。
隣県の奈良県は陸上自衛隊の駐屯地が都道府県で唯一所在していないため、奈良県への災害派遣は当駐屯地所在部隊が担当している。

## 沿革
- 1957年（昭和32年）
  - 2月1日：大久保駐屯地が新設[1]。
  - 3月5日：第10特科連隊が姫路駐屯地から移駐。
- 1958年（昭和33年）6月10日：第10混成団本部が大久保駐屯地で編成完結式を行った後、久居駐屯地に移駐。
- 1959年（昭和34年）8月13日：第2教育団が新編。
- 1960年（昭和35年）3月31日：第10特科連隊・第10施設大隊が豊川駐屯地に移駐。
- 1961年（昭和36年）
  - 8月17日：第4施設団が新編。
  - 8月20日：第2教育団本部が善通寺駐屯地へ移駐。
- 1962年（昭和37年）
  - 1月18日：第105建設大隊、第322地区施設隊、第323地区施設隊が新編。
  - 3月31日：第107教育大隊が善通寺駐屯地へ移駐。
  - 10月10日：第323地区施設隊が和歌山分屯地（現・和歌山駐屯地）へ移駐。
- 1963年（昭和38年）3月31日：第322地区施設隊が鯖江分屯地（現・鯖江駐屯地）へ移駐。
- 1970年（昭和45年）3月10日：第45普通科連隊が新編。
- 1973年（昭和48年）3月27日：第105建設大隊が第7施設群に改編、第102施設器材隊が新編。
- 1983年（昭和58年）：近鉄の高架化に伴い駐屯地用地の一部を割譲。
- 1985年（昭和60年）3月25日：第307ダンプ車両中隊が施設団直轄となる。
- 1994年（平成06年）
  - 3月24日：第4陸曹教育隊が松山駐屯地から、第3施設大隊が千僧駐屯地から移駐。
  - 3月28日：第45普通科連隊が廃止。
- 2004年（平成16年）3月27日：第104施設直接支援大隊が新編。
- 2006年（平成18年）3月26日：第4陸曹教育隊が大津駐屯地に移駐。

## 駐屯部隊

### 中部方面隊隷下部隊
- 第4施設団
  - 第4施設団本部
  - 第4施設団本部付隊
  - 第7施設群
  - 第102施設器材隊
  - 第307ダンプ車両中隊
- 第3師団
  - 第3施設大隊
  - 第3後方支援連隊
    - 第1整備大隊
      - 施設整備隊
- 中部方面後方支援隊
  - 第104施設直接支援大隊
- 中部方面混成団
  - 第49普通科連隊第4普通科中隊（即応予備自衛官の訓練招集時のみ。連隊の所在地は豊川駐屯地）
- 中部方面会計隊
  - 第397会計隊
- 中部方面システム通信群
  - 第318基地通信中隊
    - 大久保派遣隊
- 大久保駐屯地業務隊

### 防衛大臣直轄部隊
- 中部方面警務隊
  - 第131地区警務隊
    - 大久保派遣隊

## 過去の駐屯部隊
- 第10混成団本部：1958年（昭和33年）6月10日久居駐屯地に移駐。
- 第10特科連隊：1960年（昭和35年）3月31日豊川駐屯地に移駐。
- 第10施設大隊：1960年（昭和35年）3月31日豊川駐屯地に移駐。
- 第2教育団本部：1961年（昭和36年）8月20日善通寺駐屯地へ移駐。
- 第107教育大隊：1962年（昭和37年）3月31日善通寺駐屯地へ移駐。
- 第323地区施設隊：1962年（昭和37年）10月10日和歌山分屯地（現・和歌山駐屯地）へ移駐。
- 第322地区施設隊：1963年（昭和38年）3月31日鯖江分屯地（現・鯖江駐屯地）へ移駐。
- 第105建設大隊：1973年（昭和48年）3月26日廃止。第7施設群に改編。
- 第45普通科連隊：1994年（平成6年）3月27日廃止。
- 第4陸曹教育隊：2006年（平成18年）3月26日大津駐屯地に移駐。

## 最寄の幹線交通
- 高速道路
  - 新名神高速道路
  - 京奈和自動車道（京奈道路）
    - 城陽IC

  - 京滋バイパス
    - 宇治西IC

  - 第二京阪道路
    - 久御山南IC[注釈 1]。
- 一般道路
  - 国道1号
  - 国道24号（大久保バイパス）
  - 国道478号
  - 府道7号京都宇治線
  - 府道15号宇治淀線
  - 府道69号城陽宇治線
  - 府道81号八幡宇治線
- 鉄道
  - JR西日本奈良線新田駅
  - 近畿日本鉄道京都線大久保駅（大久保駅は大久保駐屯地に隣接）
- 港湾：
- 飛行場：

## 重要施設
- 南京都変電所（500 kV変電所）（綴喜郡宇治田原町）
- 西京都変電所（500 kV変電所）（京都市西京区）
- 新生駒変電所（500 kV変電所）（奈良県生駒市）
- 新奈良変電所（154 kV変電所）（奈良県大和郡山市）
- 京北開閉所（京都市右京区）
- 若狭幹線（嶺南変電所から西京都変電所まで、亘長78.080 kmの、500 kV送電線路）[2][3]
- NTT西山無線中継所（京都市西京区）
- 新山科浄水場（京都市山科区）
- 京都御所（京都市上京区）